# Церковь Успения Пресвятой Богородицы (Валищево)
Церковь Успения Пресвятой Богородицы (Успенская церковь) — церковь Русской православной церкви в деревне Валищево в Подольском районе (с 2015 года — городской округ Подольск) Московской области.
Церковь Успения Пресвятой Богородицы является объектом культурного наследия регионального значения (Постановление Правительства Московской области от 15.03.2002 г. № 84/9).

## История
Появление ныне существующей церкви Успения Пресвятой Богородицы в селе Валищево связано с соседним погостом Корытня. Из документов, хранившихся в Успенском храме погоста, известно, что «…в 1627 г. на Корытинском погосте находилась Успенская церковь, которая была ветха и обвалилась…». Вместо неё в 1647 году была построена новая деревянная церковь, которая из-за ветхости в 1790 году была заменена другой деревянной церковью. Ночью 27 декабря 1897 года она сгорела. На её месте в 1900 году возвели деревянную часовню.
В феврале 1898 года жители деревни Валищево обратились к епископу Дмитровскому Нестору (Метаниеву) за разрешением построить новую церковь, но уже не на погосте Корытня, а в своей деревне. 5 января 1900 года митрополит Московский Владимир (Богоявленский) благословил строительство новой каменной церкви в деревне Валищево, для чего специально был построен кирпичный завод. В новом храме планировалось устроить два придела: в честь преподобного отца Стефана Савваита и в честь Рождества святого славного пророка и Предтечи Господня Иоанна. На время строительства нового каменного храма крестьяне поставили в деревне Валищево деревянную церковь: её заложили 1 октября 1900 года, а 20 декабря этого же года освящение временной церкви провёл благочинный Николай Воскресенский. В освящении участвовали местные священники и клирики близлежащих сёл.
Первоначальный проект новой каменной церкви, выполненный архитектором Леонидом Херсонским и утвержденный в 1899 году, позже был отвергнут. Новый проект в феврале 1902 года выполнил архитектор Сергей Жаров. Но строительство храма из-за финансовых затруднений началось только в 1907 году. Завершено сооружение Успенской церкви было в 1920 году, и 21 сентября, в праздник Рождества Пресвятой Богородицы, она была освящена.
Храм представлял собой пятиглавую церковь с боковыми приделами и шатровой колокольней, являясь образцом русского стиля. 6 мая 1922 года под предлогом помощи голодающим Поволжья из храма изъяли ценности. Однако богослужения в церкви продолжались до ноября 1937 года, когда были арестованы священник Михаил Троицкий и староста Сергей Кочетов. 21 апреля 1941 года Московский областной совет принял решение № 1039 о закрытии Успенской церкви. Территорию храма местный совхоз «Подольский» использовал в качестве скотного двора, а здание — в качестве склада и зернохранилища. Храм был разорён: уничтожены иконостасы, а также значительная часть настенной живописи, покрытие глав церкви и колокольни.
В 1989 году жители села предприняли первые шаги по возрождению церкви. Но летом 1990 года храм был захвачен представителями Русской православной зарубежной церкви. Весной 1993 года по решению суда храм был опечатан и возвращён Московскому патриархату. Осенью 1994 года начались регулярные богослужения и развернулись восстановительные работы. В 2010—2013 годах реставрационными работами руководили архитекторы А. А. Анисимов, Т. М. Беляева, М. А. Касаткин.
В настоящее время церковь Успения Пресвятой Богородицы полностью отремонтирована. Настоятелем храма является протоиерей Сергий Кожемяк. В церковном приходе действует детская воскресная школа.
В 2010 году решением Священного синода последний перед закрытием храма священник Михаил Троицкий был причислен к Собору новомучеников и исповедников Российских.